# 弗朗索瓦-托马·热尔曼
弗朗索瓦-托马·热尔曼（法語：François-Thomas Germain；1726年4月17日—1791年1月23日）是一位法国银匠，並且與歐洲皇室有過合作。1765年，热尔曼因為违反行会规定而辞职并宣布破产。他的许多作品现在被博物馆和私人收藏。他的大部分作品现在位於葡萄牙和俄罗斯等國家。

## 電子遊戲
在2014年的电子游戏刺客教條：大革命中，热尔曼成為了圣殿骑士的一員並於1794年被游戏主角杀死。